# Ozdobný architektonický prvek
Ozdobný architektonický prvek je typizovaná dekorativní složka, užívaná zejména na fasádě a často charakteristická pro určitý stavební a umělecký sloh. 

## Popis a význam
Některé prvky, například římsa, šambrána nebo klenák, měly původně i svůj technický význam, jiné jsou čistě ozdobné. Mají členit fasádu, opticky zvýrazňovat vchod nebo okna a činit stavbu na pohled zajímavou. V některých stavebních slozích byly tyto prvky velice omezené (například v románském slohu), jindy naopak bohaté a rozmanité. Jejich užívání se velmi rozšířilo v baroku a rokoku a konečně v novorenesanci – která se inspirovala hlavně italskou renesancí a byla v Českých zemích velice oblíbená – pokrývaly téměř celou plochu fasády. Na to reagovala funkcionalistická architektura úplným potlačením dekorativních prvků vůbec. 

## Novorenesanční fasáda
Ve druhé polovině 19. století v celé Evropě prudce rostl počet obyvatel měst a stavělo se mnoho veřejných i obytných budov. Podobně jako v sousedních zemích převládal i v Česku novorenesanční sloh, který se pro tento druh staveb dobře hodil, neboť předpokládal zcela pravidelné členění fasády. Ozdobné prvky jsou většinou tvořeny z omítky nebo sádry, někdy s vnitřní železnou výztuží. Následující obrázky ukazují hlavní a typické ozdobné prvky na příkladě obytného domu na Janáčkově nábřeží v Praze.
|  |  |  |  |

Legenda: 
1 Okap; 2 Konzolová římsa; 3 Vejcovec; 4 Girlanda; 5 Nadokenní římsa; 6 Šambrána okna; 7 Podokenní římsa; 8 Fronton; 9 Suprafenestra; 10 Balkon s balustrádou; 11 Volutová konzola; 12 Arkýř; 13 Sdružené okno; 14 Slepá balustráda; 15 Karyatida; 16 Pilastr čili polosloup; 17 Patrová římsa; 18 Klenák; 19 Bosáž.